# Плантация
Планта́ция (от лат. plantare) — крупное сельскохозяйственное предприятие, где на постоянной основе используется наёмный труд для выращивания сельскохозяйственных культур на продажу.

## Этимология
Согласно «Толковому словарю живого великорусского языка» В. И. Даля, планта́ция (ж. лат.) — это «насажденье, присад, обработанная и засаженная плодовыми деревьями или кустами земля». 
Слово «плантация» является неофициальным и это понятие точно не определено. Согласно конвенции МОТ об условиях труда на плантациях 1958 года, под плантацией понимается любое сельскохозяйственное предприятие, регулярно использующее наёмный труд, расположенное в тропических или субтропических поясах и направленное главным образом на выращивание или производство в коммерческих целях любой из следующих культур: кофе, чай, сахарный тростник, каучук, бананы, какао, кокосовые орехи, земляные орехи, хлопок, табак, волокно (сизаль, джут и конопля), цитрусовые, пальмовое масло, хинная кора и ананасы; этот термин не включает семейное или мелкое хозяйство с производством для местного потребления, не использующее регулярно наемный труд. 
Хозяин (владелец) хлопковых, сахарных и тому подобных насаждений (в Америке до отмены рабства обрабатываемых неграми-рабами) — планта́тор.

## История
Плантационное хозяйство изначально было рабовладельческим. В XV веке Венецианская и Генуэзская республики впервые основали товарные рабовладельческие плантации на средиземноморских островах, и впоследствии эта система с успехом использовалась в Вест-Индии, Бразилии и на юге США.
Первыми рабами в английских колониях в Америке были белые — наказанные преступники (главным образом, участники мятежей) и «законтрактованные слуги» (бедняки, согласившиеся за переезд в Америку отработать несколько лет на положении рабов у первопоселенцев). Затем на плантациях стали массово использовать труд завезенных из Африки чернокожих рабов. К первой половине XIX века рабовладельческие плантации Юга США стали главным поставщиком на мировой рынок хлопка, а рабовладельческие плантации Южной Америки (британская и французская Вест-Индия, Куба, Бразилия) — сахара.
Отмена рабства в XIX веке в США и других странах и колониальных владениях в Америке привела к тому, что вместо рабовладельческих плантаций появились крупные латифундии, использовавшие главным образом наёмный и частично принудительный труд.